# 渡部高史
渡部 高史（わたべ たかし、1972年8月27日 - ）は、北海道札幌市東区出身の元プロ野球選手（投手）。左投左打。

## 来歴・人物
札幌市立陵北中学校から札幌琴似工業高等学校に進学。1990年のプロ野球ドラフト会議にて横浜大洋ホエールズから6巡目指名を受けて入団。
プロ1年目の1991年10月8日の阪神タイガース戦で一軍初登板を果たした。ストレートに威力はなかったが、プロ入り前から独自に編み出したという落差が小さく大きく曲がる独特のカーブを武器に、球団名が「横浜ベイスターズ」に変更された1993年には中継ぎとして35試合に登板するなど大きく成長を遂げたが、翌1994年に低迷すると同年オフには飯塚富司・伊藤敦規との3対2の交換トレードで水尾嘉孝・堀江賢治とともにオリックス・ブルーウェーブへ移籍した。
オリックス移籍1年目の1995年には復活を果たして24試合に登板し、防御率も1点台と結果を残してリーグ優勝に貢献したが、1996年以降は2年連続で勝ち星なしに終わり、1997年は10月にわずか2試合登板したのみだった。同年オフには五十嵐章人との交換トレードで千葉ロッテマリーンズへ移籍し、ロッテでは当時不足していた左の中継ぎとして活躍を期待され、横浜時代（1993年・1994年）の監督だった近藤昭仁と再会する形となったが、1998年シーズンは一軍登板がなく同年限りで現役を引退した。
引退後は運送会社に就職した。2003年1月5日に発生した新日本海フェリー「すいせん」漂流事故の際には妻・子供4人とともに乗船しており、下船後に『日刊スポーツ』の取材を受けた。関西にて勤務しながら少年野球の指導に関わっている。

## 詳細情報

### 年度別投手成績
| 年 度    | 球 団      | 登 板 | 先 発 | 完 投 | 完 封 | 無 四 球 | 勝 利 | 敗 戦 | セ 丨 ブ | ホ 丨 ル ド | 勝 率 | 打 者 | 投 球 回 | 被 安 打 | 被 本 塁 打 | 与 四 球 | 敬 遠 | 与 死 球 | 奪 三 振 | 暴 投 | ボ 丨 ク | 失 点 | 自 責 点 | 防 御 率 | W H I P |
| -------- | ---------- | ----- | ----- | ----- | ----- | -------- | ----- | ----- | -------- | ----------- | ----- | ----- | -------- | -------- | ----------- | -------- | ----- | -------- | -------- | ----- | -------- | ----- | -------- | -------- | ------- |
| 1991     | 大洋 横浜  | 2     | 0     | 0     | 0     | 0        | 0     | 0     | 0        | --          | ----  | 11    | 2.1      | 1        | 0           | 3        | 0     | 0        | 3        | 0     | 0        | 0     | 0        | 0.00     | 1.71    |
| 1993     | 大洋 横浜  | 35    | 3     | 0     | 0     | 0        | 1     | 3     | 1        | --          | .250  | 289   | 67.0     | 57       | 4           | 38       | 4     | 0        | 49       | 2     | 0        | 21    | 18       | 2.42     | 1.42    |
| 1994     | 大洋 横浜  | 24    | 0     | 0     | 0     | 0        | 0     | 2     | 0        | --          | .000  | 97    | 19.1     | 27       | 3           | 14       | 0     | 0        | 14       | 3     | 0        | 21    | 18       | 8.38     | 2.12    |
| 1995     | オリックス | 24    | 1     | 0     | 0     | 0        | 1     | 0     | 0        | --          | 1.000 | 127   | 31.1     | 26       | 1           | 16       | 0     | 0        | 16       | 2     | 0        | 8     | 6        | 1.72     | 1.34    |
| 1996     | オリックス | 19    | 0     | 0     | 0     | 0        | 0     | 0     | 0        | --          | ----  | 109   | 26.1     | 24       | 3           | 8        | 0     | 0        | 15       | 1     | 0        | 12    | 12       | 4.10     | 1.22    |
| 1997     | オリックス | 2     | 0     | 0     | 0     | 0        | 0     | 0     | 0        | --          | ----  | 8     | 1.1      | 2        | 1           | 2        | 0     | 0        | 2        | 0     | 0        | 4     | 4        | 27.00    | 3.00    |
| 通算:6年 | 通算:6年   | 106   | 4     | 0     | 0     | 0        | 2     | 5     | 1        | --          | .286  | 641   | 147.2    | 137      | 12          | 81       | 4     | 0        | 99       | 8     | 0        | 66    | 58       | 3.53     | 1.48    |

- 大洋（横浜大洋ホエールズ）は、1993年に横浜（横浜ベイスターズ）に球団名を変更

### 記録
- 初登板：1991年10月8日、対阪神タイガース24回戦（横浜スタジアム）、8回表に3番手で救援登板・完了、2回無失点
- 初奪三振：同上、8回表に宮内仁一から
- 初先発：1993年5月23日、対広島東洋カープ9回戦（横浜スタジアム）、5回無失点
- 初セーブ：1993年6月16日、対中日ドラゴンズ11回戦（横浜スタジアム）、8回表1死に4番手で救援登板・完了、1回2/3を無失点
- 初勝利：1993年9月26日、対広島東洋カープ24回戦（広島市民球場）、3回裏1死に2番手で救援登板、3回2/3を3失点
- 初先発勝利：1995年9月24日、対日本ハムファイターズ25回戦（東京ドーム）、6回無失点

### 背番号
- 61 （1991年 - 1993年）
- 47 （1994年）
- 29 （1995年 - 1997年）
- 34 （1998年）